# Patricia Breslin
Pour les articles homonymes, voir Breslin.
Patricia Rose Breslin, née le 17 mars 1931 à New York et morte le 12 octobre 2011 à Baltimore, est une actrice américaine.
Elle est spécialement connue pour ses nombreuses apparitions dans des téléfilms ou des séries télévisées dans les années 1950 et les années 1960, comme Thriller.
Elle a été mariée à David Orrick McDearmon et a eu deux enfants.

## Filmographie
- 1954 : Go, Man, Go ! de James Wong Howe
- 1958 : Le Retour d'André Hardy (Andy Hardy Comes Home) : Jane Hardy
- 1961 : Homicide (Homicidal) de William Castle : Miriam Webster
- 1963 : La Quatrième Dimension (The Twilight Zone) (Série TV) : épisode Le Bon Vieux Temps (No Time Like the Past) de Justus Addiss (saison 4, épisode 10) : Abigail Sloane